# Admiral
Admiral je najvišji pomorski čin v Slovenski vojski in v večini vojnih mornaric, hkrati pa tudi stopnja v vojaški hierarhiji; v kopenski vojski je enak činu generala.

## Primerjava admiralskih stopenj
Slovenska vojska  :

| Vojaški čini       |         |                   |
| Nižji: Viceadmiral | Admiral | Višji: ne obstaja |

Avstro-Ogrska vojna mornarica   (k.u.k. Kriegsmarine):

| Vojaški čini       |         |                                     |
| Nižji: Viceadmiral | Admiral | Višji: Veliki admiral (Großadmiral) |